# 北大壶滑雪場

北大湖滑雪場，也称北大壶滑雪场，建於1993年，位于吉林省吉林市永吉县，距离吉林市区56公里，为国家4A级旅游景区。滑雪場是由加拿大伊克森山地規劃設計公司所設計，當地海拔1404.8米，雪道平均坡度15度，並設高山雪道13條，總長度20000米，最大高差达870米，佔地30公傾，2006年底为亚冬会新上四人吊椅、六人吊箱均为多普玛雅公司生产，最高时速均为5米/秒。曾經在1995年及1999年連續兩屆全國冬季運動會成為比賽場地，而在2007年，滑雪場會舉行2007年冬季亞洲運動會的自由式滑雪、越野滑雪、高山滑雪、單板滑雪與冬季兩項小項的所有賽事。